# Партизанский переулок (Владикавказ)
Партизанский переулок — переулок во Владикавказе, Северная Осетия, Россия. Переулок располагается в Промышленном муниципальном округе Владикавказа между улицами Интернациональной и Заводской. Начинается от Интернациональной улицы.
Переулок сформировался во второй половине XIX века. Впервые отмечен в Перечне улиц, площадей и переулков Владикавказа от 1925 года как «Монастырский переулок».
21 июня 1928 года Президиум Владикавказского городского совета переименовал «Монастырский переулок» в «Партизанский переулок».